# テリー・マクグリン
テリー・マクグリン (Terry McGurrin、1968年11月5日〜) は、カナダの声優、コメディアン と作家ある。彼は、2011年YTVショー「びっくりスケアリー」のストーリーエディターでした。
マクグリンはまた、お笑いタレントとして広範囲にツアーを行い、これまでに9回海外に駐留しているカナダ軍を楽しませてきました。

## 出演作品
- びっくりスケアリー - (スケアリー・オルヴィル・スクワエル)
- 6ティーン - (ジョーニー・ガルシア)
- 魔豆奇伝パンダリアン - (ユビー、マックス)
- メダロット
- 笑撃のナムチャックス! - (ディルウィード)
- トータルドラマ：とんでもないレース - (ドン)
- アビー・ハッチャー - (レックス・ハッチャー)
- スヌーピー 宇宙への道 - (スヌーピー)
  - スヌーピーのショータイム!